# الطب العربي اليوناني
الطب العربي اليوناني واختصارًا الطب اليوناني هو مصطلح وُضِع للإشارة إلى الطب الذي كُتِب بالعربية في الغالب، وبُني في نهجه على مبادئ الطب اليوناني القديم الذي وضع أسسه كل من أبقراط وجالينوس، وكان يمارس في العصور الوسطى في الدول الإسلامية التي قامت خلال العصر الذهبي للإسلام.
يُشار إلى هذا المصطلح اليوم، إلى الطب الشعبي في آسيا، حيث لا يزال هذا الطب، ممارس من قبل بعض الأطباء التقليديين في الهند رغم أن المحكمة العليا الهندية والرابطة الطبية الهندية تعتبران ممارسي الطب العربي اليوناني والأيورفيدا والسيدا غير المؤهلين دجالين. ولا يُسمح لممارسي الطب البديل - بما في ذلك الطب العربي اليوناني - بممارسة الطب في الهند ما لم يكونوا قد تلقوا تعليمهم الطبي في مؤسسة طبية معترف بها وما لم يكونوا مسجلين في سجلات الحكومة وأسماؤهم منشورة في الجريدة الرسمية في عداد الأطباء. وقد صرحت المحكمة العليا الهندية سنة 2018 بأن «الدجالين غير المؤهلين ولا المدربين يشكلون خطرًا داهمًا على المجتمع بأسره، ويتلاعبون بحيوات الناس دون أن يكونوا حائزين للتدريب والتعليم العلميين اللازمين من مؤسسات معترف بها».

## أنظر أيضاً
- اضطراب الأخلاط